# سیارک ۲۱۶۳۶
سیارک ۲۱۶۳۶ (به انگلیسی: 21636 Huertas، نامگذاری:1999NS34) بیست و یک هزار و ششصد و سی و ششمین سیارک کشف شده‌است که در ۱۴ ژوئیه ۱۹۹۹ کشف شد.
قدر مطلق سیارک برابر ۱۳.۵ است.